# Попов, Александр Николаевич (историк)
Алекса́ндр Никола́евич Попо́в (1 (13) июля 1820 — 16 (28) ноября 1877) — русский историк и правовед славянофильского направления.

## Биография
Родился 1 (13) июля 1820 года в селе Лубянки. Окончил Рязанскую гимназию и Императорский Московский университет (1839). В 1841 году напечатал магистерское исследование «Русская правда в отношении к уголовному праву». Для получения кафедры государственного права на юридическом факультете университета прочитал пробную лекцию, после чего получил отказ.
В начале 1840-х годов отправился в Черногорию и в 1847 году в Санкт-Петербурге напечатал книгу, в которой дал очерк истории этой страны и описал её юридический быт. С 22 ноября 1845 года служил во 2-м отделении царской канцелярии. Действительный статский советник с 17 мая 1858 года. В 1859—1860 годах — член Редакционных комиссий. С 7 декабря 1873 года — член-корреспондент Императорской академии наук по разряду историко-политических наук историко-филологического отделения.
Умер 16 (28) ноября 1877 года. По словам А. А. Половцова, Попов был «маленький, кругленький, смуглый человек с острыми глазами, постоянною улыбкою и чрезвычайно любезными манерами, что было крайне редко в чиновническом быту. Он говорил много и хорошо с большим одушевлением без всякой аффектации, без ложного огня или напускного равнодушия. Он долго служил при графе Блудове и, по утверждению медиков, умер от последствий напряженных умственных занятий».

## Награды
- орден Св. Анны 2-й ст. (1856)
- орден Св. Владимира 3-й ст. (1861)
- орден Св. Станислава 1-й ст. (1863)
- орден Св. Анны 1-й ст. (1865)

## Труды
А. Н. Попов — автор ряда работ по истории внешней политики России и Отечественной войны 1812 года. Большой научный интерес представляли изданные Поповым «Материалы для истории возмущения Стеньки Разина» (1857), «Дело Новикова и его товарищей по новым документам» («Вестник Европы», 1868, апрель). По своим историческим взглядам был близок к государственной школе.
Кроме того, Попов поместил много рецензий на исторические сочинения в «Известиях Императорской Академии наук», в «Журнале Министерства народного просвещения» и др. Письма к нему Стаховича, Елагиной, Кошелева, Ундольского, Беляева и Каткова см. в «Русском архиве» (1886, т. I и II, и 1888, т. III).
- О современном направлении искусств пластических. — М.: тип. Августа Семена, 1845. — 40 с.
- Шлецер. Рассуждение о русской историографии (рецензия). — 1847. — 87 с.
- Путешествие в Черногорию. — СПб.: тип. Э. Праца, 1847. — 306 с.
- Об устройстве уголовных судов в Московском царстве. — СПб., 1848. — 60 с.
- Об итальянской живописи в средних веках : Джиотто и его последователи. — СПб., 1848.
- Устройство уголовных судов при Московском государстве: Губные суды. — СПб., 1849.
- Дипломатическая тайнопись времен царя Алексея Михайловича. — СПб., 1853.
- Сношения России с Хивой и Бухарой при Петре Великом. — СПб.: тип. Имп. Акад. наук, 1853
- Пиры и братчины. — М.: тип. Александра Семена, 1854 (в «Архиве историко-юридических сведений» Н. В. Калачева, т. II, кн. I).
- Русское посольство в Польше в 1673—1676 гг.— СПб.: тип. Мор. кадет. корп., 1854
- Русское посольство во Францию в 1668 году. — М.: тип. Александра Семена, 1856.
- История возмущения Стеньки Разина // «Русская Беседа». — 1857.
- Материалы для истории возмущения Стеньки Разина. — Москва, 1857. — 269 с.
- О построении корабля Орла в государствование царя Алексея Михайловича. — М.: тип. Александра Семена, 1858.
- Турецкая война при Федоре Алексеевиче // «Русский вестник». — 1858. — Т. VIII.
- Записки из новой истории : История России от Петра В. (1689 г.) и всеобщая от Утрехтского мира (1713 г.) — СПб.: тип. В. Безобразова и К°, 1864.
- Записка о девятом томе Свода законов. — СПб., 1867. — 17 с.
- Последняя судьба папской политики в России. — СПб., 1868 // («Вестник Европы». — 1868. — № 1—3).
- Дело Новикова и его товарищей // «Вестник Европы». — 1868. — № 4.
- Екатерина II и иезуиты // «Вестник Европы». — 1869. — № 1.
- Новые материалы по делу Новикова // «Сборник Императорского Исторического Общества». — Т. II.
- Несколько документов, относящихся к началу воссоединения униатов // «Журнал Министерства народного просвещения». — 1869. — № 6.
- Сношения России с Римом с 1845 по 1850 г. // «Журнал Министерства народного просвещения». — 1870.
- Упразднение греко-униатских монастырей в Западной России 28 февраля 1828 г. // «Русская старина». — 1870. — Т. I.
- Предположения депутатов Екатерининской комиссии для сочинения проекта нового уложения о наследстве // «Заря». — 1870. — № 1.
- Рим в 1847 и 1848 годах. — СПб.г: тип. Майкова, 1871
- Москва в 1812 г. // «Русский архив». — 1875. — Т. II и III; 1876. — Т. I и II.
- Сношения России с европейскими державами перед войной 1812 г. — СПб.: тип. В. С. Балашева, 1876. — 425 с.
- Французы в Москве в 1812 году. — М.: тип. Грачева и К°, 1876. — 185 с.
- Отечественная война 1812 г.: От Малоярославца до Березины. — СПб., 1877

посмертные публикации и издания
- Славянская заря в 1812 г. // «Русская старина». — 1892. — № 12; 1893. — № 1.
- Барон Штейн в России // «Русская старина». — 1893. — № 2.
- От Смоленска до приезда Кутузова в армию // «Русская старина». — 1893. — № 11 и 12).
- Движение русских войск от Москвы до Красной Пахры // «Русская старина». — 1897. — № 6—10).
- Отечественная война 1812 года : Ист. исслед. Александра Николаевича Попова. Т. 1. — Москва: типо-лит. Н. И. Гросман и Г. А. Вендельштейн, 1905.
- Отечественная война 1812 года / А. Н. Попов; [сост., предисл., подгот. текста, примеч., указ. имен, подбор ил. С. А. Никитина]